# Melanie Martinez

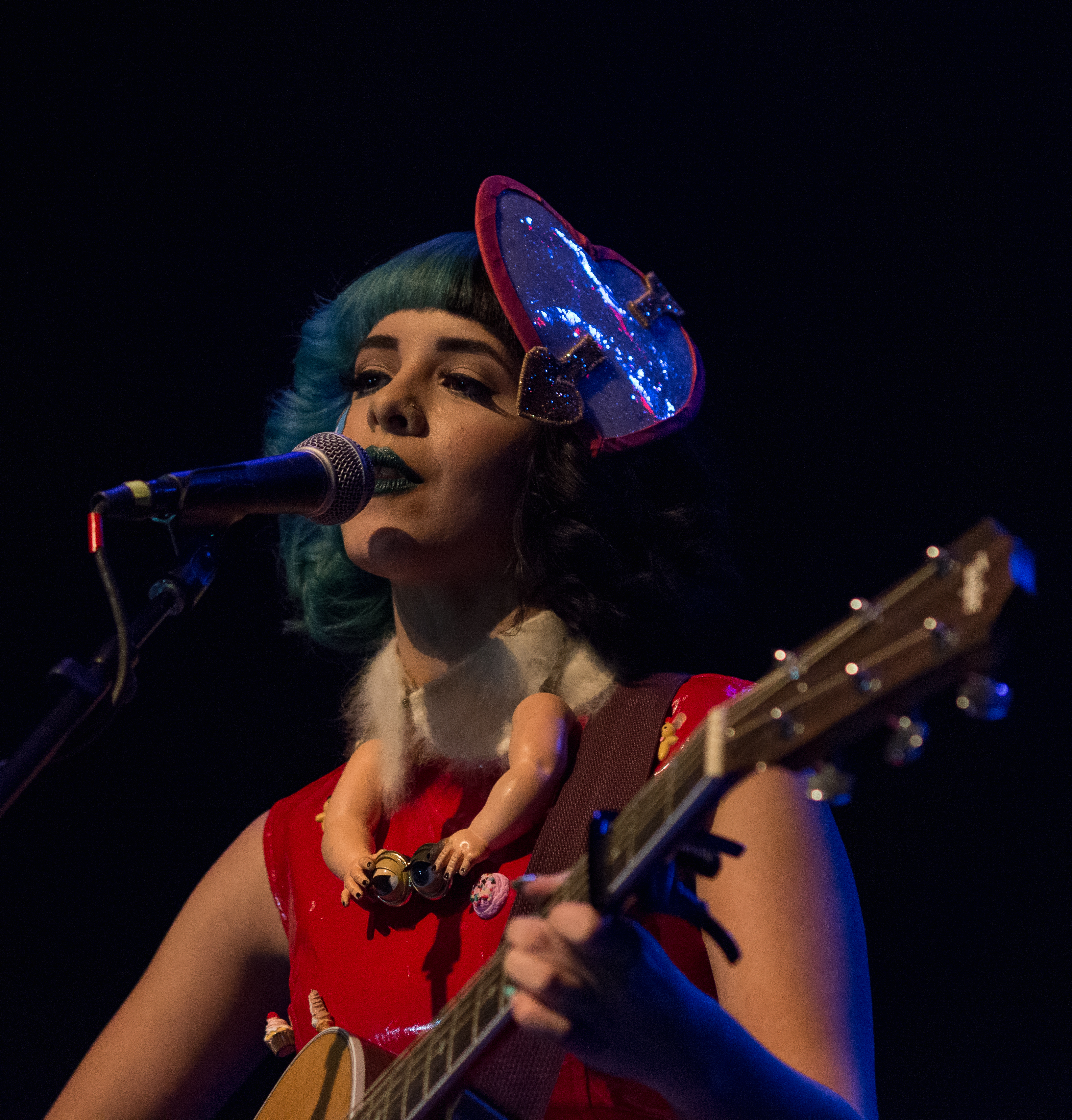
Melanie Martinez (2014)

Melanie Adele Martinez (* 28. April 1995 in Astoria, New York) ist eine US-amerikanische Sängerin und Songwriterin.

## Leben
2012 wurde Martinez eine Teilnehmerin der dritten Staffel der US-amerikanischen Fernsehshow The Voice und schaffte es dort mit Hilfe ihres Team Coaches Adam Levine in die Top sechs. Am 22. April 2014 veröffentlichte sie das Lied Dollhouse von ihrer Debüt-EP Dollhouse. Am 14. August 2015 wurde Martinez’ Album Cry Baby mit der Lead-Single Pity Party veröffentlicht. Ihr Lied Carousel wurde in einem Trailer-Video für Staffel 4 der TV-Serie American Horror Story verwendet. Am 6. September 2019 wurde ihr Album und der dazugehörige Film K-12 veröffentlicht. Ihr drittes Studioalbum Portals veröffentlichte sie am 31. März 2023.

## Diskografie

### Studioalben
| Jahr | Titel Musiklabel                | Höchstplatzierung, Gesamtwochen, AuszeichnungChartplatzierungen (Jahr, Titel, Musiklabel, Platzierungen, Wochen, Auszeichnungen, Anmerkungen) | Höchstplatzierung, Gesamtwochen, AuszeichnungChartplatzierungen (Jahr, Titel, Musiklabel, Platzierungen, Wochen, Auszeichnungen, Anmerkungen) | Höchstplatzierung, Gesamtwochen, AuszeichnungChartplatzierungen (Jahr, Titel, Musiklabel, Platzierungen, Wochen, Auszeichnungen, Anmerkungen) | Höchstplatzierung, Gesamtwochen, AuszeichnungChartplatzierungen (Jahr, Titel, Musiklabel, Platzierungen, Wochen, Auszeichnungen, Anmerkungen) | Höchstplatzierung, Gesamtwochen, AuszeichnungChartplatzierungen (Jahr, Titel, Musiklabel, Platzierungen, Wochen, Auszeichnungen, Anmerkungen) | Anmerkungen                                                   |
| Jahr | Titel Musiklabel                | DE | AT | CH | UK | US | Anmerkungen                                                   |
| ---- | ------------------------------- | --- | --- | --- | --- | --- | ------------------------------------------------------------- |
| 2015 | Cry Baby Atlantic Records (WMG) | — | — | — | UK32 Platin · (45 Wo.)UK | US6 ×2Doppelplatin · (208 Wo.)US | Erstveröffentlichung: 14. August 2015 Verkäufe: + 2.565.000   |
| 2019 | K-12 Atlantic Records (WMG)     | DE27 (4 Wo.)DE | AT33 (3 Wo.)AT | CH26 (2 Wo.)CH | UK8 Gold · (11 Wo.)UK | US3 Platin · (18 Wo.)US | Erstveröffentlichung: 6. September 2019 Verkäufe: + 1.187.500 |
| 2023 | Portals Atlantic Records (WMG)  | DE4 (2 Wo.)DE | AT11 (2 Wo.)AT | CH23 (1 Wo.)CH | UK2 Gold · (6 Wo.)UK | US2 (26 Wo.)US | Erstveröffentlichung: 31. März 2023 Verkäufe: + 100.000       |

### EPs
| Jahr | Titel Musiklabel                                | Höchstplatzierung, Gesamtwochen, AuszeichnungChartplatzierungen (Jahr, Titel, Musiklabel, Platzierungen, Wochen, Auszeichnungen, Anmerkungen) | Höchstplatzierung, Gesamtwochen, AuszeichnungChartplatzierungen (Jahr, Titel, Musiklabel, Platzierungen, Wochen, Auszeichnungen, Anmerkungen) | Höchstplatzierung, Gesamtwochen, AuszeichnungChartplatzierungen (Jahr, Titel, Musiklabel, Platzierungen, Wochen, Auszeichnungen, Anmerkungen) | Höchstplatzierung, Gesamtwochen, AuszeichnungChartplatzierungen (Jahr, Titel, Musiklabel, Platzierungen, Wochen, Auszeichnungen, Anmerkungen) | Höchstplatzierung, Gesamtwochen, AuszeichnungChartplatzierungen (Jahr, Titel, Musiklabel, Platzierungen, Wochen, Auszeichnungen, Anmerkungen) | Anmerkungen                              |
| Jahr | Titel Musiklabel                                | DE | AT | CH | UK | US | Anmerkungen                              |
| ---- | ----------------------------------------------- | --- | --- | --- | --- | --- | ---------------------------------------- |
| 2014 | Dollhouse Atlantic Records (WMG)                | — | — | — | — | — | Erstveröffentlichung: 19. Mai 2014       |
| 2016 | Pity Party Atlantic Records (WMG)               | — | — | — | — | — | Erstveröffentlichung: 6. Mai 2016        |
| 2016 | Cry Baby’s Extra Clutter Atlantic Records (WMG) | — | — | — | — | — | Erstveröffentlichung: 25. November 2016  |
| 2020 | After School Atlantic Records (WMG)             | — | — | — | UK70 (1 Wo.)UK | US74 (1 Wo.)US | Erstveröffentlichung: 25. September 2020 |

### Singles
| Jahr | Titel Album         | Höchstplatzierung, Gesamtwochen, AuszeichnungChartplatzierungen (Jahr, Titel, Album, Platzierungen, Wochen, Auszeichnungen, Anmerkungen) | Höchstplatzierung, Gesamtwochen, AuszeichnungChartplatzierungen (Jahr, Titel, Album, Platzierungen, Wochen, Auszeichnungen, Anmerkungen) | Höchstplatzierung, Gesamtwochen, AuszeichnungChartplatzierungen (Jahr, Titel, Album, Platzierungen, Wochen, Auszeichnungen, Anmerkungen) | Höchstplatzierung, Gesamtwochen, AuszeichnungChartplatzierungen (Jahr, Titel, Album, Platzierungen, Wochen, Auszeichnungen, Anmerkungen) | Höchstplatzierung, Gesamtwochen, AuszeichnungChartplatzierungen (Jahr, Titel, Album, Platzierungen, Wochen, Auszeichnungen, Anmerkungen) | Anmerkungen                                                 |
| Jahr | Titel Album         | DE | AT | CH | UK | US | Anmerkungen                                                 |
| --- | ------------------- | --- | --- | --- | --- | --- | ----------------------------------------------------------- |
| 2012 | Seven Nation Army – | — | — | — | — | US86 (1 Wo.)US | Erstveröffentlichung: 1. Januar 2012 Anmerkung: The Voice   |
| 2012 | Too Close –         | — | — | — | — | US94 (1 Wo.)US | Erstveröffentlichung: 1. Januar 2012 Anmerkung: The Voice   |
| 2015 | Pity Party Cry Baby | — | — | — | UK— SilberUK | US— ×2DoppelplatinUS | Erstveröffentlichung: 2. Juni 2015 Verkäufe: + 2.280.000    |
| 2015 | Play Date Cry Baby  | — | — | CH78 (1 Wo.)CH | UK78 Silber · (1 Wo.)UK | US— ×2DoppelplatinUS | Erstveröffentlichung: 14. August 2015 Verkäufe: + 2.290.000 |
| 2023 | Death Portals       | — | — | — | UK67 (2 Wo.)UK | US95 (2 Wo.)US | Erstveröffentlichung: 17. März 2023                         |
| 2023 | Void Portals        | — | — | — | UK44 (2 Wo.)UK | US61 (1 Wo.)US | Erstveröffentlichung: 29. März 2023                         |
| Folgende Lieder erschienen nicht als Single, wurden aber durch das Album zum Download und Streaming bereitgestellt und konnten somit eine Platzierung erlangen: |                     | | | | | |                                                             |
| |                     | | | | | |                                                             |
| 2022 | Pacify Her Cry Baby | DE— aDE | — | — | UK— SilberUK | US— PlatinUS | Charteinstieg: 6. Mai 2022 Verkäufe: + 1.250.000            |

Weitere Singles
- 2012: Toxic (The Voice)
- 2012: The Show (The Voice)
- 2012: Crazy (The Voice)
- 2012: Lights (The Voice)
- 2012: Bulletproof (The Voice)
- 2012: Cough Syrup (The Voice)
- 2012: Hit the Road Jack (The Voice)
- 2014: Dollhouse (UK: Silber, US: ×2Doppelplatin )
- 2014: Bittersweet Tragedy
- 2014: Carousel (US: Platin)
- 2015: Soap (UK: Silber, US: Platin)
- 2015: Sippy Cup (UK: Silber, US: Gold)
- 2015: Gingerbread Man
- 2017: Piggyback
- 2019: Wheels On the Bus
- 2019: Class Fight
- 2019: The Principal
- 2019: Show & Tell
- 2019: Nurse’s Office
- 2019: Drama Club
- 2019: Strawberry Shortcake
- 2019: Lunchbox Friends
- 2019: Orange Juice
- 2019: Detention
- 2019: Teacher’s Pet (UK: Silber, US: Gold)
- 2019: High School Sweethearts
- 2019: Recess
- 2019: Fire Drill
- 2019: Copy Cat
- 2020: The Bakery

## Auszeichnungen für Musikverkäufe
| Silberne Schallplatte - Vereinigtes Königreich - 2021: für das Lied Mad Hatter - 2024: für das Lied Mrs. Potato Head - 2024: für das Lied Tag, You’re It - 2024: für das Lied Cry Baby - 2024: für das Lied Training Wheels - 2024: für das Lied Cake Goldene Schallplatte - Finnland - 2019: für das Album Cry Baby - Italien - 2022: für das Album Cry Baby - Kanada - 2018: für die Single Soap - 2019: für die Single Carousel - 2019: für das Lied Mad Hatter - 2019: für das Lied Cry Baby - 2019: für das Lied Mrs. Potato Head - 2020: für die Single Play Date - 2024: für die Single Lunchbox Friends - Neuseeland - 2023: für das Album K-12 - Polen - 2022: für die Single Soap - 2022: für die Single Dollhouse - 2023: für das Lied Mad Hatter - 2023: für das Lied Cake - 2023: für die Single Pity Party - 2024: für die Single Teacher’s Pet - 2024: für das Lied Tag, You’re It - 2025: für die Single Carousel - Vereinigte Staaten - 2017: für das Lied Cry Baby - 2017: für das Lied Mrs. Potato Head - 2018: für das Lied Alphabet Boy - 2019: für das Lied Tag, You’re It - 2020: für das Lied Cake - 2021: für das Lied Milk and Cookies - 2021: für das Lied Teddy Bear | Platin-Schallplatte - Dänemark - 2024: für das Album Cry Baby - Kanada - 2018: für das Album Cry Baby - 2019: für die Single Dollhouse - 2019: für die Single Pity Party - 2024: für das Album K-12 - Mexiko - 2018: für das Album Cry Baby - Neuseeland - 2021: für das Album Cry Baby - Polen - 2023: für die Single Play Date - 2024: für das Lied Pacify Her - Vereinigte Staaten - 2020: für das Lied Mad Hatter - 2022: für das Lied Training Wheels |

Anmerkung: Auszeichnungen in Ländern aus den Charttabellen bzw. Chartboxen sind in ebendiesen zu finden.
| Land/RegionAuszeichnungen für Musikverkäufe (Land/Region, Auszeichnungen, Verkäufe, Quellen) | Silber       | Gold       | Platin       | Verkäufe   | Quellen          |
| -------------------------------------------------------------------------------------------- | ------------ | ---------- | ------------ | ---------- | ---------------- |
| Dänemark (IFPI)                                                                              | —            | —          | Platin1      | 20.000     | ifpi.dk          |
| Finnland (IFPI)                                                                              | —            | Gold1      | —            | 10.000     | Einzelnachweise  |
| Italien (FIMI)                                                                               | —            | Gold1      | —            | 25.000     | fimi.it          |
| Kanada (MC)                                                                                  | —            | 7× Gold7   | 4× Platin4   | 600.000    | musiccanada.com  |
| Mexiko (AMPROFON)                                                                            | —            | —          | Platin1      | 60.000     | amprofon.com.mx  |
| Neuseeland (RMNZ)                                                                            | —            | Gold1      | Platin1      | 22.500     | radioscope.co.nz |
| Polen (ZPAV)                                                                                 | —            | 8× Gold8   | 2× Platin2   | 300.000    | olis.pl          |
| Vereinigte Staaten (RIAA)                                                                    | —            | 9× Gold9   | 14× Platin14 | 18.500.000 | riaa.com         |
| Vereinigtes Königreich (BPI)                                                                 | 13× Silber13 | 2× Gold2   | Platin1      | 3.100.000  | bpi.co.uk        |
| Insgesamt                                                                                    | 13× Silber13 | 29× Gold29 | 24× Platin24 |            |                  |

## Tourneen

### Als Headliner
- Dollhouse Tour (2014–2015)[10]
- Cry Baby Tour (2015–2016)[11]
- K-12 Tour (2019–2021)[12]
- Portals Tour (2023–2024)[13]
- Trilogy Tour (2024)

#### Virtuelle Show
- Can’t Wait Till I’m Out Of K-12 (2020)

### Als Supporting Act
- Lindsey Stirling – Music Box Tour (2015)
- Adam Lambert – The Original High Tour (2016)

## Auszeichnungen

### Erhaltene Auszeichnungen
- 2016: Music Society Awards — Kategorie: „Alternative or Indie Album of the Year“ (Cry Baby)[14]
- 2016: Music Society Awards — Kategorie: „Alternative or Indie Recording of the Year“ (Soap)[15]
- 2017: Music Society Awards — Kategorie: „Artist of the Year, Female - Alternative or Indie“[16]

### Nominierungen
- 2016: Music Society Awards — Kategorie: „Album of the Year“ (Cry Baby)[17]
- 2017: Music Society Awards — Kategorie: „Best Film or Music Video“ (Mrs. Potato Head)[18]
- 2017: Music Society Awards — Kategorie: „Breakthrough Long Form Video“ (Cry Baby)[19]
- 2020: Billboard Music Awards — Kategorie: „Top Soundtrack“ (K-12)[20]
- 2020: Nickelodeon Mexico Kids’ Choice Awards — Kategorie: „Challenge des Jahres“ (Play Date)[21]
- 2020: BreakTudo Awards — Kategorie: „Artist On The Rise“[22]
- 2023: MTV Video Music Awards — Kategorie: „Best Visual Effects“ (Void)[23]